# Schubfluss
Der Schubfluss {\displaystyle T(s)} ist im Bauwesen, der Technischen Mechanik und der Festigkeitslehre der Verlauf der Schubkräfte aus Querkräften oder Torsionsmomenten im Querschnitt eines Bauteils. Er hat die Maßeinheit N/m (Newton pro Meter), d. h. Kraft pro Länge.
Die resultierende Summe der Schubflüsse ergibt in Größe und Richtung den Vektor der Querkräfte Q:
{\displaystyle \int _{s}T(s)\cdot \mathrm {d} s={\vec {Q}}}
mit der Laufkoordinate s, die auf die Schwerelinie der Querschnittsfläche bezogen ist.

## Dünnwandige Bauteile
Bei dünnwandigen Bauteilen (Profilen) kann die Schubspannungsverteilung {\displaystyle \tau (s)} und somit auch der Schubfluss als konstant über die Bauteildicke {\displaystyle t} angenommen werden:
{\displaystyle {\begin{alignedat}{2}t&\ll s_{\mathrm {max} }\\\Rightarrow \tau &=\tau (s)&&\neq \tau (t)\\\Rightarrow T&=T(s)=\tau (s)\cdot t(s)&&\neq T(t)\end{alignedat}}}
In diesem Fall verläuft der Schubfluss parallel zum Bauteilrand. 
Der Schubfluss an der Profilmittellinie ist:
{\displaystyle {\begin{aligned}T_{0}&=\tau _{0}\cdot t_{0}\\\Leftrightarrow T(s=0)&=\tau (s=0)\cdot t(s=0)\end{aligned}}}
Außerdem gilt:
{\displaystyle T(s)=T_{0}-Q\cdot {\frac {S(y)}{I}}}
mit:
- {\displaystyle S(y)} das statische Moment
- {\displaystyle I} das Flächenträgheitsmoment.

In einem dünnwandigen geschlossenen Querschnitt, der auf Torsion beansprucht wird, ist der Schubfluss konstant.
Dieser kann mit der 1. Bredtschen Formel aus dem Torsionsmoment berechnet werden.